# Игры Юго-Восточной Азии 2021
31-е Игры Юго-Восточной Азии (англ. 2021 Southeast Asian Games или англ. 31st SEA Games) прошли с 12 по 23 мая 2022 года во Вьетнаме. В них приняли участие спортсмены из 11 стран, которые соревновались в 40 видах спорта. Первоначально запланированные на период с 21 ноября по 2 декабря 2021 года, игры были перенесены в результате пандемии COVID-19 во Вьетнаме.

## Участники
В скобках — количество спортсменов, принимавших участие в играх от данной страны.

| - Бруней (24) - Восточный Тимор (69) - Вьетнам (965) (страна-хозяйка) - Индонезия (499) | - Камбоджа (560) - Лаос (363) - Малайзия (612) - Мьянма (352) | - Сингапур (656) - Таиланд (888) - Филиппины (659) |

## Виды спорта
В скобках — число золотых медалей, разыгранных в данном виде спорта.

| - Бадминтон (7) - Баскетбол - 3x3 (2) - 5x5 (2) - Бильярд (10) - Борьба (18) - Бокс (13) - Боулинг (6) - Велосипедный спорт (12) - Вовинам (15) - Водное поло (2) - Воднолыжный спорт (11) - Волейбол (2) - Гимнастика (21) - Гольф (4) | - Джиу-джитсу (6) - Дзюдо (13) - Индорхоккей (2) - Карате (15) - Киберспорт (10) - Культуризм (10) - Лёгкая атлетика (45) - Мини-футбол (2) - Настольный теннис (7) | - Петанк (8) - Плавание (40) - Прыжки в воду (8) - Регби-7 (2) - Сепактакрау (12) - Синхронное плавание (5) - Силат (16) - Скоростные виды подводного плавания (13) - Сквош (9) - Стрелковый спорт (22) - Стрельба из лука (10) - Сянци (4) | - Тайский бокс (11) - Теннис (7) - Триатлон (4) - Тхэквондо (19) - Тяжёлая атлетика (14) - Ушу (21) - Фехтование (12) - Футбол (2) - Шахматы (10) |

## Вещание
| Страна    | Телевещатели                               | Ссылки       |
| --------- | ------------------------------------------ | ------------ |
| Индонезия | TVRI MNC Media                             | [ 2 ]        |
| Малайзия  | RTM Astro (HD)                             | [ 3 ] [ 4 ]  |
| Филиппины | TV5 Network Cignal TV Smart Communications | [ 5 ] [ 6 ]  |
| Сингапур  | Mediacorp                                  | [ 7 ]        |
| Таиланд   | TPT NBT GMM 25 PPTV                        | [ 8 ]        |
| Вьетнам   | VTV                                        | [ 9 ] [ 10 ] |

## Итоги игр
Фиолетовым цветом выделена страна, где проходили игры. В таблице приведены итоги игр:.
| Место | Страна          | Золото | Серебро | Бронза | Всего |
| ----- | --------------- | ------ | ------- | ------ | ----- |
| 1     | Вьетнам         | 205    | 125     | 116    | 446   |
| 2     | Таиланд         | 92     | 103     | 137    | 332   |
| 3     | Индонезия       | 69     | 91      | 81     | 241   |
| 4     | Филиппины       | 52     | 70      | 105    | 227   |
| 5     | Сингапур        | 47     | 46      | 73     | 166   |
| 6     | Малайзия        |        |         |        |       |
| 7     | Мьянма          |        |         |        |       |
| 9     | Камбоджа        |        |         |        |       |
| 8     | Лаос            |        |         |        |       |
| 10    | Бруней          |        |         |        |       |
| 11    | Восточный Тимор |        |         |        |       |
| Всего | Всего           | 525    | 522     | 712    | 1759  |